# Mistrzostwa Polski w Narciarstwie Alpejskim 2023
Mistrzostwa Polski w Narciarstwie Alpejskim 2023, właśc. Międzynarodowe Mistrzostwa Polski w Narciarstwie Alpejskim 2023 – 92. edycja mistrzostw, która odbyła się w Szczawnicy 22 lutego 2023 roku (slalom) oraz w Szczyrku w dniach 23–25 marca 2023 roku (pozostałe konkurencje). Wraz z zawodami odbyły się mistrzostwa Polski juniorów.

## Medaliści

### Mężczyźni
| Konkurencja   | Złoto                                        | Wynik   | Srebro                            | Wynik   | Brąz                                         | Wynik   |
| Slalom        | Szymon Bębenek AZS Zakopane                  | 1:47,69 | Jan Łodziński Team MB Szczyrk     | 1:48,20 | Przemysław Białobrzycki AZS Zakopane         | 1:49,04 |
| Slalom gigant | Mateusz Szczap KS Ski Vegas Stanek Race Acad | 1:56,82 | Wojciech Gałuszka Team MB Szczyrk | 1:57,69 | Jan Łodziński Team MB Szczyrk                | 1:58,35 |
| Supergigant   | Szymon Bębenek AZS Zakopane                  | 1:01,78 | Piotr Szeląg UKS Zakopane         | 1:01,89 | Mateusz Szczap KS Ski Vegas Stanek Race Acad | 1:02,53 |
| Kombinacja    | Piotr Szeląg UKS Zakopane                    | 1:56,52 | Szymon Bębenek AZS Zakopane       | 1:57,58 | Bartłomiej Sanetra Mks Skrzyczne Szczyrk     | 1:58,67 |

### Kobiety
| Konkurencja   | Złoto                         | Wynik   | Srebro                         | Wynik   | Brąz                            | Wynik   |
| Slalom        | Hanna Zięba Tatra Ski Academy | 1:43,37 | Maja Chyla KS Yeti             | 1:43,56 | Aniela Sawicka MMS Dendyski     | 1:43,95 |
| Slalom gigant | Magdalena Łuczak UKS Zakopane | 1:58,05 | Hanna Zięba Tatra Ski Academy  | 2:00,72 | Magdalena Bańdo Team MB Szczyrk | 2:03,44 |
| Supergigant   | Magdalena Łuczak UKS Zakopane | 1:02,94 | Nikola Komorowska AZS Zakopane | 1:05,10 | Magdalena Bańdo Team MB Szczyrk | 1:05,11 |
| Kombinacja    | Magdalena Łuczak UKS Zakopane | 2:00,54 | Patrycja Florek KS Narciarnia  | 2:02,12 | Hanna Zięba Tatra Ski Academy   | 2:03,47 |